# Renesas Electronics
Renesas Electronics Corporation (яп. ルネサス エレクトロニクス株式会社, Runesasu Erekutoronikusu Kabushiki Gaisha) — японський виробник інтегральних мікросхем зі штаб-квартирою в Токіо, Японія. Компанія була зареєстрована 2002 року як Renesas Technology з об'єднаною структурою напівпровідникових підрозділів Hitachi і Mitsubishi, за винятком їхніх підрозділів динамічної пам'яті з довільним доступом (DRAM), до якої 2010 року приєдналася NEC Electronics, що призвело до незначних змін у корпоративній назві та логотипі й набутті теперішнього вигляду.
У 2000-х — на початку 2010-х років Renesas була однією з 6 найбільших напівпровідникових компаній у світі. Станом на 2022 рік це третя за величиною автомобільна напівпровідникова компанія у світі та найбільший постачальник мікроконтролерів. Компанія також присутня на ринках аналогових та інтегральних схем зі змішаними сигналами, пристроїв пам'яті та SoCs.
Бренд Renesas є скороченням від «Renaissance Semiconductor for Advanced Solutions».

## Продукція
- Мікроконтролери та мікропроцесори
- Аналогові мікросхеми
- Автомобільні мікросхеми
- Мікросхеми тактування та синхронізації
- Інтерфейсні мікросхеми
- Пам'ять і логіка
- Дискретні силові продукти
- Керування живленням
- Програмовані мікросхеми із змішаними сигналами
- ВЧ-продукти
- Датчики
- Продукти для космосу і суворих умов експлуатації
- Мікросхеми для безпровідного зв'язку[9].

## Корпоративна структура
Станом на 30 червня 2022 року найбільші акціонери та їхні частки власності в компанії Renesas є такими:
| Innovation Network Corporation of Japan | 12,52 % |
| The Master Trust Bank of Japan, Ltd.    | 10,45 % |
| Denso                                   | 8,58 %  |
| Toyota Motor Corporation                | 4,20 %  |
| Japan Trustee Services Bank             | 4,0 %   |

На початку травня 2012 року NEC передала частину своєї частки в Renesas до пенсійного фонду своїх працівників. У підсумку пенсійний фонд NEC володів 32,4 % акцій Renesas, тоді як NEC — 3,0 %. Наприкінці вересня 2013 року Renesas випустила нові акції шляхом розміщення серед третьої сторони, внаслідок чого INCJ стала новим найбільшим і неконтрольованим материнською компанією акціонером. На початку червня 2022 року компанія Renesas оголосила про завершення викупу своїх акцій на суму близько 200 млрд єн.

## Виробничі майданчики
Станом на 2022 рік, власне виробництво напівпровідникових приладів здійснюється Renesas Electronics та Renesas Semiconductor Manufacturing, дочірньою компанією, що перебуває у повній власності, яка експлуатує п'ять заводів у наступних містах:
- Нака, Такасакі, Сайджо, Кавасірі, Палм-Бей

Виробничі потужності, безпосередньо пов'язані з Renesas Electronics та її дочірніми компаніями, розташовані в:
- Онезава, Оіта, Нішікі, Пекін, Сучжоу, Куала-Лумпур, Пінанг

У травні 2022 року Renesas оголосила про повторне відкриття «Kofu» — заводу з виробництва напівпровідників, який буде використовувати 300 мм геометрію для виготовлення силових напівпровідників. Запуск об'єкта відбувся у квітні 2024 року.

## Нотатки
1. ↑  Трастовий рахунок для пенсійних та вихідних виплат корпорації NEC